# Stenocercus albolineatus
Espèce
Stenocercus albolineatus est une espèce de sauriens de la famille des Tropiduridae.

## Répartition
Cette espèce est endémique du Mato Grosso au Brésil.

## Publication originale
- Teixeira, Prates, Nisa, Silva-Martins, Strüssmann & Rodrigues, 2015 : Molecular data reveal spatial and temporal patterns of diversification and a cryptic new species of lowland Stenocercus Duméril & Bibron, 1837 (Squamata: Tropiduridae). Molecular Phylogenetics and Evolution, vol. 94, p. 410-423.